# エリス (ネットアイドル)
エリスは日本のネットアイドル・詩人。
1999年より自身のウェブサイト「エリス・イン・ワンダーランド」にて活動を始めた。ネットアイドル草創期にMICHIKOらとともに活躍したのち、2003年に現代詩に転身し、田中エリス名義で詩集を2冊刊行している。ネットアイドル時代には独自の世界が評価され、Web現代、ジャストネット、SPA!らの特集で取り上げられた。詩集は現代詩手帖、BUBKA、共同通信で取り上げられている。

## 著書
- 『かわいいホロコースト』（ミッドナイト・プレス　2003年）ISBN 4-434-03581-9
- 『きゅるるん大革命』（マーブルトロン　2004年）ISBN 4-12-390071-2